# Naravit Lertratkosum
Naravit Lertratkosum (tiếng Thái: ณราวิชญ์ เลิศรัตน์โกสุมภ์, phiên âm: Na-ra-vít Lớt-rát-co-xum, sinh ngày 01 tháng 02 năm 2001) còn có nghệ danh là Pond (ปอนด์), là một diễn viên người Thái Lan trực thuộc GMMTV. Anh bắt đầu được biết đến qua vai chính Mork trong phim Fish Upon the Sky năm 2021, một bộ phim truyền hình được sản xuất bởi GMMTV. Năm 2022 - 2023 anh tái kết hợp cùng Phuwin Tangsakyuen cho ra mắt bộ phim Never Let Me Go.

## Tiểu sử
Naravit Lertratkosum sinh tại Bangkok, Thái Lan. Hiện tại anh đang là sinh viên của Viện Công nghệ King Mongkut Ladkrabang (KMITL) chuyên ngành Quản Lý Kỹ Thuật Và Khởi Nghiệp hệ đào tạo Quốc tế. Trước đó anh theo học chuyên ngành Kỹ thuật Y sinh, nhưng đã đổi chuyên ngành do không phù hợp với lịch trình làm việc.
Năm 2020, anh đã chiến thắng tại chương trình Beauty & The Babes Season 3 của nhãn hàng Clean & Clear và được ký hợp đồng với GMMTV.
Năm 2025, anh debut với vai trò thần tượng biểu diễn cùng JASP.ER, một nhóm nhạc gồm 4 thành viên thuộc RISER MUSIC. 

## Chương trình tham gia

### Phim truyền hình
| Năm  | Tên Phim                       | Vai               | Đài             | Ghi chú                    | Nguồn       |
| ---- | ------------------------------ | ----------------- | --------------- | -------------------------- | ----------- |
| 2020 | The Gifted: Graduation         | Non               | GMM 25          | Khách mời, tập 8-13        | [ 7 ]       |
| 2021 | Fish Upon the Sky              | Sutthaya / "Mork" | GMM 25          | Vai chính, cùng với Phuwin | [ 8 ] [ 9 ] |
| 2022 | Never Let Me Go                | Palm              | GMM 25          | Vai chính, cùng với Phuwin | [ 10 ]      |
| 2023 | Midnight Series: Dirty Laundry | Judo              | Disney+ Hotstar | Vai phụ                    | [ 11 ]      |
| 2023 | Loneliness Society             | Alan              | GMM 25          |                            |             |
| 2023 | Our Skyy 2                     | Palm              | GMM 25          |                            | [ 12 ]      |
| 2024 | We Are                         | Phum              | GMM 25          | Vai chính, cùng với Phuwin | [ 13 ]      |

### Truyền hình thực tế
| Năm  | Tên chương trình                      | Vai trò            | Đài                         | Ghi chú     | Nguồn         |
| ---- | ------------------------------------- | ------------------ | --------------------------- | ----------- | ------------- |
| 2020 | Fun Day                               | Khách mời          | True4U                      | Tập 10      |               |
| 2020 | Beauty & the Babes Season 3           | Thí sinh           | GMM 25                      | Dài 5 tập   | [ 14 ] [ 15 ] |
| 2020 | Game Nong Gong Phi                    | Dẫn chương trình   | -                           | Dài 4 tập   |               |
| 2021 | School Rangers                        |                    | GMM 25                      | Tập 167-168 | [ 16 ] [ 17 ] |
| 2021 | Arm Share                             |                    | -                           | Tập 72      | [ 18 ]        |
| 2021 | Live At Lunch Season 2                | Khách mời          | -                           | Tập 17      | [ 19 ]        |
| 2021 | Talk with ToeyS                       | Khách mời          | GMM 25                      | Tập 34      | [ 20 ]        |
| 2021 | Woody Live                            | Khách mời          | -                           | Tập 11      | [ 21 ]        |
| 2021 | Safe House                            | Thành viên cố định | GMMTV Official trên Youtube | Dài 19 tập  | [ 22 ] [ 23 ] |
| 2023 | Project Alpha                         | Khách mời          | GMM 25                      | Tập 7       | [ 24 ]        |
| 2023 | Missionทำด้วยใจ โมเมนต์ไหนไม่ไหวบอกแบรนด์ | Thành viên cố định | GMMTV Official trên Youtube | Dài 10 tập  | [ 25 ]        |

### Dẫn chương trình
| Năm  | Chương trình                      | Nghệ sĩ         | Đài           | Ghi chú                 | Tham khảo |
| ---- | --------------------------------- | --------------- | ------------- | ----------------------- | --------- |
| 2022 | Little Big World with Pond Phuwin | cùng với Phuwin | GMMTV Youtube | Chương trình trực tuyến | [ 26 ]    |

## Danh sách đĩa nhạc
| Năm  | Bài hát                 | Nghệ sĩ                                      | Hãng đĩa      | Ghi chú                   | Tham khảo     |
| ---- | ----------------------- | -------------------------------------------- | ------------- | ------------------------- | ------------- |
| 2023 | หนึ่งเดียว (Only One)      | -                                            | GMMTV Records | Nhạc phim Never Let Me Go | [ 27 ]        |
| 2023 | ร้อยฤดูหนาว (100 Seasons) | cùng với Phuwin                              | GMMTV Records | Đĩa đơn                   | [ 28 ]        |
| 2024 | We Are Forever          | Phuwin, Winny, Satang, Aou, Boom, Marc, Poon | GMMTV Records | Nhạc phim We Are          | [ 29 ]        |
| 2024 | Truth In The Eyes       | cùng với Phuwin                              | GMMTV Records | Nhạc phim We Are          | [ 30 ] [ 31 ] |

## Sự kiện
| Năm  | Tên chương trình                               | Nghệ sĩ | Địa điểm                                      | Tham khảo     |
| ---- | ---------------------------------------------- | --- | --------------------------------------------- | ------------- |
| 2021 | FISH UPON THE SKY Live Fan Meeting             | Phuwin, Neo, Louis, Mix | Phát trực tuyến                               | [ 32 ] [ 33 ] |
| 2022 | Feel Fan Fun Camping Concert                   | Earth, Mix, Phuwin, Joong, Dunk | Union Hall, Union Mall                        | [ 34 ]        |
| 2023 | POND PHUWIN 1st Fan Meeting in Tokyo           | cùng với Phuwin | Hokuto Pia Sakura Hall                        |               |
| 2023 | POND PHUWIN 1st Fan Meeting in Cambodia        | cùng với Phuwin | Major Cineplex by Smart (AEON MALL MEAN CHEY) |               |
| 2023 | POND PHUWIN: Miracle in April in Vietnam       | cùng với Phuwin | Trung tâm văn hóa Quận 10                     | [ 35 ]        |
| 2023 | Love Out Loud (LOL) Fan Fest 2023: LOVOLUTION  | cùng với dàn cast Our Skyy 2 (First, Khaotung, Joong, Dunk, Jimmy, Sea, Phuwin, Force, Book, Ohm, Nanon, Earth, Mix, Gemini, Fourth) | Royal Paragon Hall + Phát trực tuyến          |               |
| 2023 | POND PHUWIN 1st Fan Meeting in Macau           | cùng với Phuwin | H853 Entertainment Place                      |               |
| 2023 | GMMTV FANDAY 6 in SEOUL                        | cùng với Phuwin | Naksan Hall, Hansung University               |               |
| 2023 | GMMTV FANDAY 7 in CAMBODIA                     | cùng với Phuwin | Aeon Hall Sen Sok City                        |               |
| 2023 | GMMTV FANDAY in BANGKOK X PONDPHUWIN           | cùng với Phuwin | Union Hall, Union Mall + Phát trực tuyến      |               |
| 2024 | LOVE OUT LOUD FAN FEST 2024 : THE LOVE PIRATES | Phuwin, Earth, Mix, Gemini, Fourth, Force, Book, Jimmy, Sea, First, Khaotung, Joong, Dunk, Perth, Chimon, Winny, Satang              | IMPACT ARENA                                  | [ 36 ]        |
| 2024 | GMMTV FAN DAY 13 IN MANILA                     | Phuwin | SM North EDSA Sky Dome                        |               |
| 2024 | WE ARE FOREVER FANCON                          | Phuwin, Winny, Satang, Aou, Boom, Mark, Poon                                                                                         | TRUE ICON HALL                                |               |
| 2024 | WE ARE FOREVER FANCON IN VIETNAM               | Phuwin, Winny, Satang, Aou, Boom, Mark, Poon                                                                                         | Nhà hát Hòa Bình                              | [ 37 ]        |

## Giải thưởng và đề cử
| Năm  | Giải thưởng                                      | Hạng mục                                                    | Tác phẩm          | Kết quả   | Nguồn  |
| ---- | ------------------------------------------------ | ----------------------------------------------------------- | ----------------- | --------- | ------ |
| 2020 | Beauty & The Babes Season 3                      |                                                             |                   | Đoạt giải | [ 38 ] |
| 2022 | รางวัลพระพิฆเนศวร ประจำปี 2565 (Ganesha Award 2022) | นักแสดงหน้าใหม่ดีเด่น (Diễn viên mới xuất sắc)                   | Fish Upon the Sky | Đoạt giải | [ 39 ] |
| 2022 | Kazz Awards 2022                                 | Ngôi sao mới nổi của năm                                    | Fish Upon the Sky | Đoạt giải | [ 40 ] |
| 2022 | Kazz Awards 2022                                 | Num Wai Sai 2021 (Nam diễn viên tuổi teen nổi tiếng) hạng 2 |                   | Đoạt giải | [ 41 ] |
| 2024 | LINE STICKERS AWARDS 2023                        | Best Couple Stickers                                        |                   | Đoạt giải | [ 42 ] |
| 2024 | FEED Y AWARDS 2024                               | Cặp đôi yêu thích nhất của năm                              | We Are            | Đoạt giải | [ 43 ] |